# Guillem Albà
Guillem Albà (Vilanova i la Geltrú, 1985) és un pallasso, actor, director de teatre i presentador de televisió català deixeble de Jango Edwards. Fill de titellaires, els seus pares van fundar, juntament amb la seva padrina, la companyia L'Estaquirot Teatre, que durant cinquanta anys, del 1973 al 2023, es dedicà prioritàriament als espectacles dirigits a un públic familiar. El 2006 Albà va fundar la seva pròpia companyia amb la qual ha recollit diversos premis de votació popular.

## Biografia
Guillem Albà va estudiar música i teatre i als 20 anys, en conèixer Jango Edwards, es va decantar pel món del clown. La seva formació també ha comptat amb mestres com Carlo Colombaioni, Eric de Bont, Cristophe Marchand o Leo Bassi.

### Trajectòria escènica
El 2008, Edwards va dirigir-li el seu primer espectacle: Sketchofrenia. La seva segona creació, Flirt (2010) va instaurar una de les marques definitòries dels seus espectacles, la participació de bandes musicals en directe. El 2012, amb l'espectacle Trau, canvià de to i, tot rebaixant l'humor i els gags de la seva proposta, apostà per una creació més poètica amb l'ajuda del titellaire Alfred Casas.
El 2014 arribà el seu primer gran èxit, Marabunta, estrenat a la FiraTàrrega, i que va girar durant més d'una dècada per tot el món. El següent espectacle, Pluja, creat en col·laboració amb Clara Peya, recuperà el to intimista i poètic de Trau i les obres següents, Calma! (2019) i Jaleiu (2020), esdevingueren una perfecta síntesi de les seves creacions fins al moment: poètica, humor i música en directe a parts iguals.
Gràcies a Trau, Albà va col·laborar amb Love of Lesbian a la proposta Miralls i Miratges (2014-15, 2018-19) que es va arribar a representar a la Xina. Posteriorment, també va treballar amb la banda de música Always Drinking Marching Band (2007-2010) i amb els membres de Rhum i cia. a l'espectacle d'homenatge a Joan Montanyès i Martínez, Rhum (2014), estrenat al Teatre Lliure i que va ser reconegut amb el Premi Zirkòlika de Circ 2014 a Millor espectacle de Pallassos.

### Direccions i mitjans audiovisuals
A part dels espectacles de la seva companyia, Albà també ha dirigit espectacles de L'Estaquirot Teatre com En Jan Totlifan i L’aventura d’avorrir-se; concerts de gira de grups com Txarango, Love of Lesbian o la Balkan Paradise Orquestra i propostes com l'espectacle de la 20a edició del Circ d’Hivern de l'Ateneu Popular Nou Barris (Garbuix, 2015). També ha dirigit, juntament amb Joan Arqué, l'adaptació escènica de Canto jo i la muntanya balla que la companyia La Perla 29 va estrenar a la Biblioteca de Catalunya el 17 de febrer de 2021.
A televisió ha participat en programes com La cuina dels titelles (Canal Super 3, 2008) i El llenguado (TV3, 2020). També ha estat codirector i presentador de Celebrem! (TV3, 2021). A la ràdio ha col·laborat en el programa Islàndia de RAC1 dirigit per l'Albert Om.

## Obres de la companyia Guillem Albà[3]
- Sketchofrenia (2008)
- Flirt (2010)
- Trau (2012)
- Marabunta (2014)
- Pluja (2016)
- Calma! (2019)
- Jaleiu (2020)
- Ma solitud (2022)[16]

## Premis i reconeixements
- Premi San Miguel al millor espectacle de FiraTàrrega 2010 per votació popular per Flirt.[17]
- Premi Drac d'Or dels espectadors, al millor espectacle de carrer de la Fira de Titelles de Lleida per Marabunta.[18]
- Premi del públic de la 26a edició de La Mostra d'Igualada per Marabunta.[19]
- Premi Drac d'Or a la proposta més innovadora de la Fira de Titelles de Lleida per Pluja.[20]